# Alix Didier Fils-Aimé
Alix Didier Fils-Aimé (14 de novembro de 1971) é um empresário haitiano que foi nomeado como primeiro-ministro interino do Haiti em 10 de novembro de 2024, sucedendo Garry Conille, que foi demitido pelo Conselho Presidencial de Transição no mesmo dia. Aimé concorreu anteriormente, sem sucesso, a uma cadeira no Senado haitiano e, fora da política, é dono de várias lojas de lavagem a seco.
Foi presidente da Câmara de Comércio do Haiti no governo do ex-presidente Michel Martelly. É membro dos fundadores da Haitian des Enterprises de Technologies de l'Information et de la Communication (ATIC), uma organização haitiana para promover e aumentar os sistemas de tecnologia.